# Britt-Marie Citron
Britt-Marie Citron, född 28 september 1950, är en svensk journalist och författare.
Britt-Marie Citron var reporter vid Motala Tidning då hon avslöjade makthavarnas kontokortsaffärer i Motala, den så kallade Motalaskandalen, på 1990-talet och tilldelades Stora journalistpriset för detta 1996.